# World Professional Darts Championship 1998
De Embassy World Professional Darts Championship 1998 was de 21e editie van het internationale dartstoernooi World Professional Darts Championship en werd gehouden van 3 januari 1998 tot en met 11 januari 1998 in het Engelse Frimley Green. De World Professional Darts Championship kan worden gezien als het wereldkampioenschap voor de British Darts Organisation, BDO, een van de twee toonaangevende dartsbonden in de wereld. Hierdoor is dit toernooi het belangrijkste toernooi dat onderdeel uitmaakt van diezelfde BDO.

## Prijzengeld
Het totale prijzengeld bedroeg £166.000,- (plus £52.000 voor een 9-darter (niet gewonnen)) en was als volgt verdeeld:
| Plaats                | Prijzengeld |
| --------------------- | ----------- |
| Winnaar               | £40.000     |
| Runner-up             | £20.000     |
| Halvefinalist         | £9.000      |
| Kwartfinalist         | £4.600      |
| 2e ronde              | £3.500      |
| 1e ronde              | £2.250      |
| Niet-gekwalificeerden | £570        |

Degene met de hoogste check-out (uitgooi) kreeg £1.600:
- onbekend

## Alle wedstrijden

### Eerste ronde (best of 5 sets)
| Andy Fordham          | Engeland  | - | Andy Jenkins     | Engeland      | 3 - 1 |
| Raymond van Barneveld | Nederland | - | Michael Marshall | Engeland      | 3 - 1 |
| Steve Beaton          | Engeland  | - | Paul Williams    | Engeland      | 3 - 1 |
| Les Wallace           | Schotland | - | Andy Smith       | Engeland      | 3 - 2 |
| Ted Hankey            | Engeland  | - | Wayne Weening    | Wales         | 3 - 0 |
| Mervyn King           | Engeland  | - | Matt Clark       | Engeland      | 3 - 0 |
| Colin Monk            | Engeland  | - | Ritchie Davies   | Wales         | 3 - 1 |
| Robbie Widdows        | Engeland  | - | Martin Adams     | Engeland      | 3 - 2 |
| Chris Mason           | Engeland  | - | Geoff Wylie      | Noord-Ierland | 3 - 1 |
| Peter Johnstone       | Schotland | - | Ronnie Baxter    | Engeland      | 3 - 2 |
| Kevin Painter         | Engeland  | - | Erik Clarys      | België        | 3 - 1 |
| Richie Burnett        | Wales     | - | Marshall James   | Wales         | 3 - 1 |
| Bobby George          | Engeland  | - | Braulio Roncero  | Nederland     | 3 - 1 |
| Sean Palfrey          | Wales     | - | Peter Hinkley    | Australië     | 3 - 1 |
| Roger Carter          | USA       | - | Bob Taylor       | Schotland     | 3 - 1 |
| Roland Scholten       | Nederland | - | Co Stompé        | Nederland     | 3 - 2 |

### Tweede ronde (best of 5 sets)
| Andy Fordham  | Engeland | - | Raymond van Barneveld | Nederland | 2 - 3 |
| Steve Beaton  | Engeland | - | Les Wallace           | Schotland | 3 - 2 |
| Ted Hankey    | Engeland | - | Mervyn King           | Engeland  | 3 - 0 |
| Colin Monk    | Engeland | - | Robbie Widdows        | Engeland  | 3 - 2 |
| Chris Mason   | Engeland | - | Peter Johnstone       | Schotland | 0 - 3 |
| Kevin Painter | Engeland | - | Richie Burnett        | Wales     | 1 - 3 |
| Bobby George  | Engeland | - | Sean Palfrey          | Wales     | 2 - 3 |
| Roger Carter  | USA      | - | Roland Scholten       | Nederland | 1 - 3 |

### Kwartfinale (best of 9 sets)
| Raymond van Barneveld | Nederland | - | Steve Beaton    | Engeland  | 5 - 0 |
| Ted Hankey            | Engeland  | - | Colin Monk      | Engeland  | 2 - 5 |
| Peter Johnstone       | Schotland | - | Richie Burnett  | Wales     | 2 - 5 |
| Sean Palfrey          | Wales     | - | Roland Scholten | Nederland | 4 - 5 |

### Halve finale (best of 9 sets)
| Raymond van Barneveld | Nederland | - | Colin Monk      | Engeland  | 5 - 3 |
| Richie Burnett        | Wales     | - | Roland Scholten | Nederland | 5 - 1 |

### Finale (best of 11 sets)
| Raymond van Barneveld | Nederland | - | Richie Burnett | Wales | 6 - 5 |

World Cup Darts (WDF)

1977 · 1979 · 1981 · 1983 · 1985 · 1987 · 1989 · 1991 · 1993 · 1995 · 1997 · 1999 · 2001 · 2003 · 2005 · 2007 · 2009 · 2011 · 2013 · 2015 · 2017 · 2019 · 2021 · 2023
World Darts Championship (BDO)

1978 · 1979 · 1980 · 1981 · 1982 · 1983 · 1984 · 1985 · 1986 · 1987 · 1988 · 1989 · 1990 · 1991 · 1992 · 1993 · 1994 · 1995 · 1996 · 1997 · 1998 · 1999 · 2000 · 2001 · 2002 · 2003 · 2004 · 2005 · 2006 · 2007 · 2008 · 2009 · 2010 · 2011 · 2012 · 2013 · 2014 · 2015 · 2016 · 2017 · 2018 · 2019 · 2020
World Darts Championship (PDC)

1994 · 1995 · 1996 · 1997 · 1998 · 1999 · 2000 · 2001 · 2002 · 2003 · 2004 · 2005 · 2006 · 2007 · 2008 · 2009 · 2010 · 2011 · 2012 · 2013 · 2014 · 2015 · 2016 · 2017 · 2018 · 2019 · 2020 · 2021 · 2022 · 2023 · 2024 · 2025
World Darts Championship (WDF)

2022 · 2023 · 2024
World Seniors Darts Championship (WSDT)

2022 · 2023 · 2024 · 2025